# Dilys Watling
Dilys Watling (Fulmer, 5 maggio 1943 – Clapham Common South Side, 10 agosto 2021) è stata un'attrice e cantante inglese.
Ha recitato in diversi musical a Londra e New York, tra cui Il violinista sul tetto (Londra, 1967), Georgy (Broadway, 1970; candidata al Tony Award alla miglior attrice protagonista in un musical), Company (Londra, 1972) e Sweeney Todd (Londra, 1980).
È stata sposata con Owen Teale e la coppia ha avuto un figlio prima di divorziare negli anni novanta.

## Filmografia parziale
- Il teatro della morte (Theatre of Death), regia di Samuel Gallu (1966)
- Coronation Street - soap opera, 4 puntate (1966)